# Bogdănița
Bogdănița est une commune roumaine située dans le județ de Vaslui.